# Sandra Bernhard
Pour les articles homonymes, voir Bernhard.
Ne doit pas être confondu avec Sarah Bernhardt ou Sarah Bertrand.
Sandra Bernhard est une humoriste, actrice, scénariste et compositrice américaine, née le 6 juin 1955 à Flint (Michigan).
Elle est notamment connue pour son personnage de Nancy dans la sitcom Roseanne (saison 3 à 9, entre 1991 et 1997).

## Biographie
Elle a présenté l'émission Reel Wild Cinema.
Sandra Bernhard figure à la 97e place de la liste établie par la chaîne Comedy Central, qui recense les 100 plus grands comédiens de stand-up de l'Histoire.

### Vie privée
Sandra Bernhard est ouvertement bisexuelle,. A la fin des années 80, elle vit une belle amitié avec Madonna. Les deux artistes s'affichent ensemble en public lors de nombreux événements. Leur amitié cessera du jour au lendemain sans explication. 

## Filmographie
Sauf indication contraire, les informations mentionnées dans cette section peuvent être confirmées par la base de données cinématographiques IMDb,  présente dans la section « Liens externes ».

### Actrice

#### Cinéma
- 1980 : Shogun Assassin : Voix
- 1981 : Nice Dreams : Girl Nut
- 1983 : La Valse des pantins (The King of Comedy) : Masha
- 1984 : The House of God : Angel Dutton
- 1985 : Suivez cet oiseau (Sesame Street Presents: Follow that Bird) : Grouch Waitress
- 1986 : The Whoopee Boys : Extra
- 1988 : L'Amour au hasard (Casual Sex?)
- 1988 : Track 29 : Nurse Stein
- 1991 : In Bed with Madonna : Elle-même
- 1991 : Hudson Hawk, gentleman et cambrioleur (Hudson Hawk) : Minerva Mayflower
- 1992 : Inside Monkey Zetterland : Imogene
- 1994 : Dallas Doll : Dallas Adair
- 1995 : Les Cent et Une Nuits de Simon Cinéma : La première quêteuse
- 1996 : Museum of Love : Kitty (court-métrage)
- 1997 : The Apocalypse : J.T. Wayne
- 1997 : Plump Fiction : Bunny Roberts
- 1997 : Dégrafées, déboutonnées, dézippées : Elle-même
- 1997 : Lover Girl : Marci Guerra / 'Angel'
- 1997 : An Alan Smithee Film (An Alan Smithee Film: Burn Hollywood Burn) : Ann Glover
- 1998 : Exposé : Janet
- 1998 : Somewhere in the City : Betty
- 1998 : Le Détonateur (Wrongfully Accused) : Dr. Fridley
- 1998 : I Woke Up Early the Day I Died : Sandy Sands
- 1999 : Hercules: Zero to Hero (vidéo) : Cassandra (voix)
- 2000 : Playing Mona Lisa : Bibi Carlson
- 2000 : Dîner entre ennemis (Dinner Rush) : Jennifer Freely
- 2000 : Un amour sauvé de l'enfer (One Hell of a Guy) : Dieu
- 2003 : The Third Date : Ola (court-métrage)
- 2004 : The Easter Egg Adventure : Claralyne Cluck (voix)
- 2005 : Searching for Bobby D : Sherri Dansen
- 2006 : Twenty Dollar Drinks : Star
- 2009 : Dare : Dr. Mohr
- 2009 : See You in September : Charlotte
- 2010 : Lez Chat : La fan de musique folk (court-métrage)

#### Télévision
- 1991-1997 : Roseanne : Nancy Bartlett-Thomas
- 1991 : Les Contes de la crypte : Sheila Winters (Saison 3, épisode 5)
- 1995 : Un vendredi de folie (Freaky Friday) (TV) : Frieda Debny
- 1996 : Clueless : Ms. Sorenson (Saison 1, épisode 3)
- 1996 : Highlander : Carolyn Marsh (Saison 5, épisode 5)
- 1997 : Ally McBeal : Caroline Poop (Saison 1, épisodes 8 et 9)
- 1998 : Hercule : Cassandra (voix)
- 1998 : Comedy Central's Hi Fi Party (TV) : Host
- 1999 : Sandra Bernhard: I'm Still Here...Damn It! (TV)
- 2000 : Will et Grace : Elle-même (Saison 3, épisode 12)
- 2000 : Les Soprano : Gina (Saison 2, épisode 7)
- 2001 : Will et Grace : Elle-même (Saison 4, épisode 17)
- 2003 : New York, unité spéciale : Priscilla Chaney (Saison 4, épisode 18)
- 2003 : Dragnet : Alberta Danner (Saison 1, épisode 4)
- 2004 : Silver Lake (TV) : Sheila Fontana
- 2004 : Preuve à l'appui : Roz Framus (Saison 4, épisodes 13 et 19)
- 2005 : The L Word : Charlotte Birch (Saison 2, 5 épisodes)
- 2005 : Nick at Nite's Search for the Funniest Mom in America (TV)
- 2005 : Live from the Ladies Room: The WE Awards Night Bathroom Break Party (TV) : Host
- 2006 : Old Christine : Audrey (Saison 2, épisode 17)
- 2006 : Las Vegas : Margo Poon (Saison 4, épisode 14)
- 2012 : Hot in Cleveland : Nan (Saison 3, épisode 2)
- 2014-2015 : Brooklyn Nine-Nine : Darlene Linetti, la mère de Gina (Saison 2, épisodes 6, 10 et 17)
- 2015 : 2 Broke Girls : Joedth (Saison 4, épisodes 16 à 20)
- 2018 : Pose : infirmière Judy (Saison 1, épisode 6)
- 2018 : American Horror Story: Apocalypse : Hannah (Saison 8, épisode 8)
- 2022 : American Horror Story: NYC : Fran (saison 11, 6 épisodes)
- 2025 : Severance : L'infirmière Cecily (saison 2, 3 épisodes)

### Scénariste
- 1977 : The Richard Pryor Show (en) (série TV)
- 1990 : Sans toi je ne suis rien de John S. Boskovich (en)

## Discographie

### Albums
- I'm Your Woman (1985)
- Without You I'm Nothing (en) (1989)
- Excuses for Bad Behavior (Part One) (1994)
- I'm Still Here... Damn It! (1998)
- The Love Machine (2001)
- Hero Worship (2001)
- Excuses for Bad Behavior (Part Two) (2004)
- The Love Machine Remastered (?)
- Giving Til It Hurts (?)
- Gems of Mystery (2006)
- Everything Bad & Beautiful (2007)
- Whatever It Takes (2009)
- I Love Being Me, Don't you? - avec White Widow (2011)

### Singles
- Everybody's Young (1985)
- You Make Me Feel (Mighty Real) (1994)
- Manic Superstar (1994)
- Phone Sex (Do You Want Me Tonight?) (1994)
- On the Runway (1998)
- Miracle of Lights (2007)
- Perfection (2008)
- All Around (2009)